# Karel Zahradník
Karel Zahradník (16. dubna 1848 Záhradí, Litomyšl – 23. dubna 1916 Praha) byl český matematik, který značnou část svého vědeckého života strávil v Chorvatsku na Záhřebské universitě. Později byl v roce 1899 prvním rektorem České vysoké školy technické v Brně a v letech 1910–1911 děkanem jejího odboru kulturního inženýrství.
Karel Zahradník studoval v Praze, jeho nejvýznamnějšími učiteli byli František Josef Studnička a Emil Weyr. Ještě před svým odchodem do Chorvatska se v Praze podílel na založení Jednoty českých matematiků.
Karel Zahradník byl komturem řádu Františka Josefa. Také získal čestné občanství Králova Pole.
Jako matematik se zabýval zejména geometrií, například kisoidami.